# József Szabó

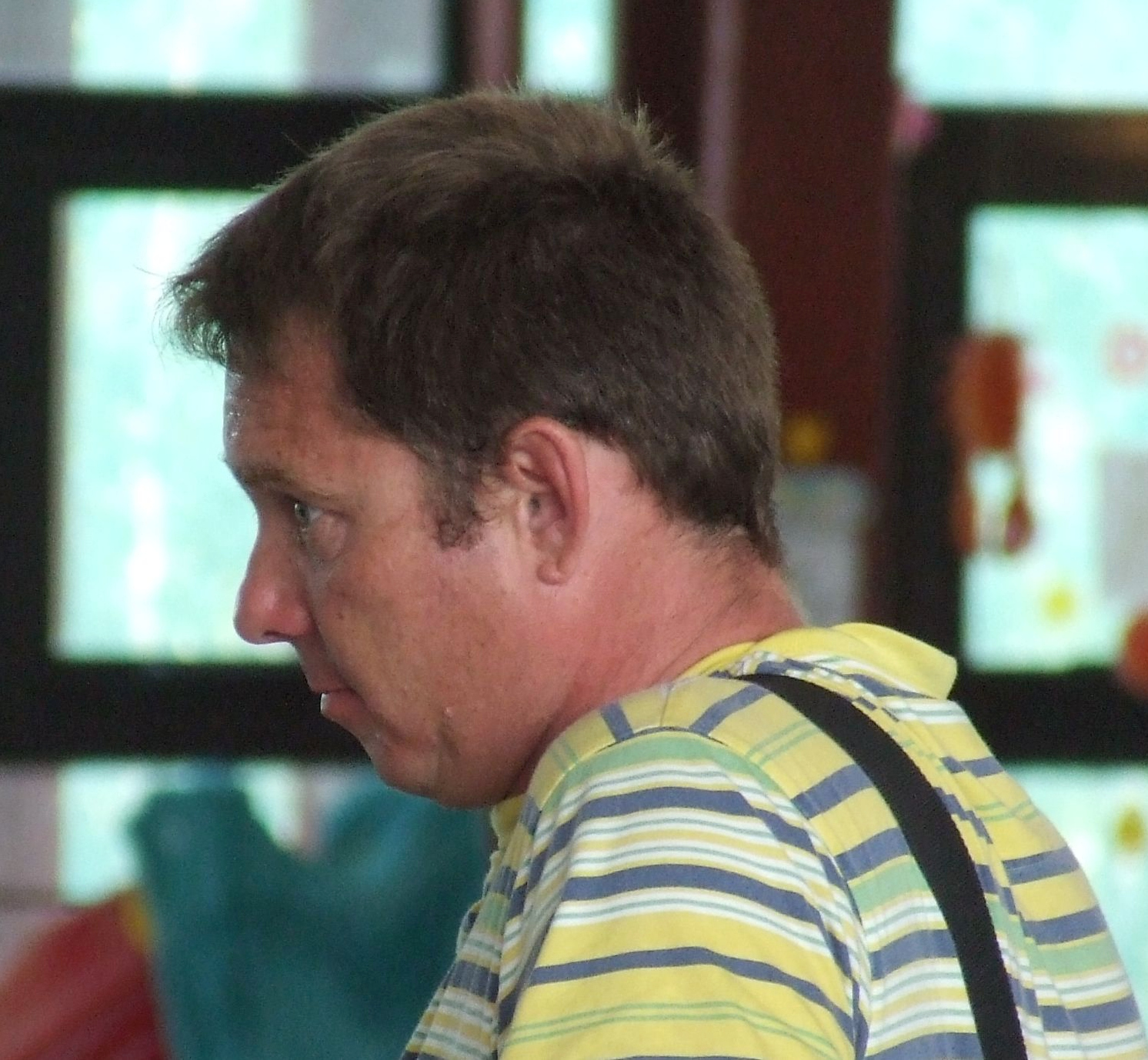
József Szabó

József Szabó, född 10 mars 1969 i Budapest, är en ungersk före detta simmare.
Szabó blev olympisk guldmedaljör på 200 meter bröstsim vid sommarspelen 1988 i Seoul.